# Ichthyophis humphreyi
Ichthyophis humphreyi és una espècie d'amfibis gimnofiones de la família dels ictiòfids. Es desconeix l'àrea de distribució de l'espècie, ja que la localitat tipus no ha sigut especificada, encara que possiblement és de l'Àsia tropical. Només es coneix a partir d'una sola larva, cosa que també dona incertesa a la validesa taxonòmica de l'espècie.
De la mateixa manera, es desconeix amb certesa el volum poblacional, hàbitat i ecologia. Tot i això és possible que visqui en boscos tropicals humits, on els adults són subterranis. També és possible que siguin ovípars, amb ous terrestres i larves aquàtiques.